# Kismet (píseň, Todorova & Jankulov)
„Kismet“ je píseň, která byla původně vybrána pro reprezentaci Bulharska na Eurovision Song Contest 2013 v Malmö. V národním kole s ní vystoupili Elica Todorova & Stojan Jankulov, kteří se účastní Eurovize již podruhé. Poprvé se na Eurovision Song Contest 2007 v Helsinkách umístili na 5. místě.
Dne 11. března 2013 ji Bulharská národní televize (BNT) stáhla kvůli obavám z autorských práv a nahradili ji písní „Samo Šampioni“.